# Гаписово
Гаписово (рос. Гаписово) — присілок в Великолуцькому районі Псковської області Російської Федерації.
Населення становить 41 особу. Входить до складу муніципального утворення Шелковська волость.

## Історія
Від 2014 року входить до складу муніципального утворення Шелковська волость.

## Населення
| 2001 | 2002 | 2010 |
| ---- | ---- | ---- |
| 44   | ↘42  | ↘41  |